# Nationalsocialisten
Nationalsocialisten var Svenska Nationalsocialistiska Frihetsförbundets officiella pressorgan och grundades samtidigt med partiet i Älvdalen 12 augusti 1924.
Birger Furugård var tidningens ansvarige utgivare och redaktionens adress var adressen hem till honom i Molkom. Sigurd Furugård var redaktör och Filip Andersson redaktionssekreterare. Tidningen utkom till en början en gång i veckan och bland skribenterna återfanns Alfred Rosenberg.
Efter ett uppehåll i utgivningen utkom tidningen från hösten 1925 som pressorgan för bröderna Furugårds nya parti Svenska Nationalsocialistiska Bonde- och Arbetarpartiet.